# 새송
새송(본명: 이은지, 1991년 4월 19일 ~ )은 커버 뮤직을 주 콘텐츠로 하는 대한민국 유튜버이다. 2014년 아프리카TV에서 방송을 시작해 현재는 유튜브에서 활동하고 있다. 특유의 허스키한 음색으로 인기를 끌고 있다. 2016년 4월 유튜브에 첫 영상을 업로드하고, 2018년 7월 구독자 100만 명을 달성하였다. 이후 채 1년이 지나지 않은 2019년 4월 구독자 200만 명을 달성하였다.